# Štrkovec
Štrkovec, ungarisch Kövecses ist eine Gemeinde in der südlichen Mittelslowakei mit 368 Einwohnern (Stand 31. Dezember 2024), die im Okres Rimavská Sobota, einem Kreis des Banskobystrický kraj, liegt und zur traditionellen Landschaft Gemer gehört.

## Geographie
Die Gemeinde befindet sich im südöstlichen Teil des Talkessels Rimavská kotlina (Teil der größeren Einheit Juhoslovenská kotlina), auf linksseitiger Flurterrasse der Slaná, am Bach Konský potok. Das Ortszentrum liegt auf einer Höhe von 176 m n.m. und ist siebeneinhalb Kilometer von Tornaľa sowie 29 Kilometer von Rimavská Sobota entfernt.
Nachbargemeinden sind Včelince im Norden, Kesovce im Nordosten, Neporadza im Osten, Riečka im Süden und Chanava im Westen.

## Geschichte

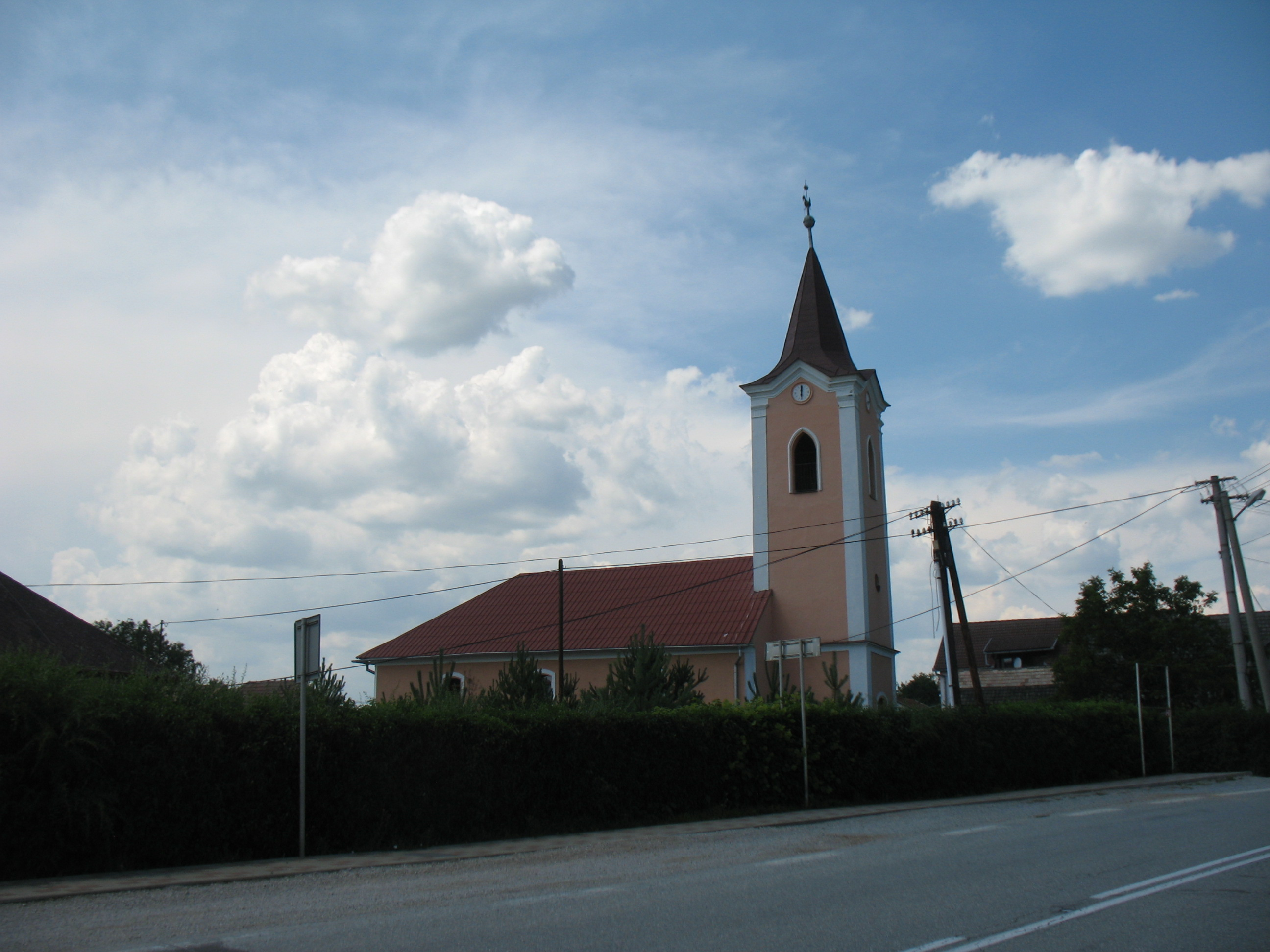
Reformierte Kirche in Štrkovec

Štrkovec wurde zum ersten Mal 1323 als Kwesd schriftlich erwähnt und war im Besitz der Familie Dacsó, die hier im Jahr 1427 zehn Porta besaß. Kriege im 16. Jahrhundert verursachten einen Bevölkerungsrückgang. 1551 wohnten hier sechs leibeigene Bauernfamilien, 1773 gab es sieben leibeigene Bauern- und sechs Untermieterfamilien, 1828 zählte das Dorf 38 Häuser und 263 Einwohner, die als Landwirte beschäftigt waren.
Bis 1918/19 gehörte der im Komitat Gemer und Kleinhont liegende Ort zum Königreich Ungarn und kam danach zur Tschechoslowakei beziehungsweise heute Slowakei. Auf Grund des Ersten Wiener Schiedsspruchs lag der Ort von 1938 bis 1944 noch einmal in Ungarn.

## Bevölkerung
| Jahr                | 1994 | 2004    | 2014    | 2024    |
| ------------------- | ---- | ------- | ------- | ------- |
| Anzahl der Personen | 356  | 352     | 382     | 368     |
| Unterschied         |      | −1,12 % | +8,52 % | −3,66 % |

| Jahr                | 2023 | 2024    |
| ------------------- | ---- | ------- |
| Anzahl der Personen | 377  | 368     |
| Unterschied         |      | −2,38 % |

Gemäß der Volkszählung 2011 wohnten in Štrkovec 367 Einwohner, davon 285 Magyaren, 43 Slowaken, 36 Roma und ein Tscheche. Zwei Einwohner machten keine Angabe zur Ethnie.
184 Einwohner bekannten sich zur reformierten Kirche, 135 Einwohner zur römisch-katholischen Kirche, acht Einwohner zur Evangelischen Kirche A. B., drei Einwohner zur griechisch-katholischen Kirche und ein Einwohner zur evangelisch-methodistischen Kirche. 29 Einwohner waren konfessionslos und bei sieben Einwohnern wurde die Konfession nicht ermittelt.

## Baudenkmäler
- reformierte (calvinistische) Kirche im klassizistischen Stil aus dem Jahr 1825, 1885 umgebaut[6]
- Landsitz aus der Mitte des 19. Jahrhunderts

## Verkehr
Durch Štrkovec führt die Straße 1. Ordnung 67 zwischen der ungarischen Grenze bei Kráľ und Tornaľa. Südlich des bebauten Ortsgebiets befindet sich eine Haltestelle an der Bahnstrecke Bánréve–Dobšiná, diese wird allerdings nicht mehr angefahren. Der nächste angefahrene Bahnhof ist in Tornaľa.